# Eliminator Boat Duel
Eliminator Boat Duel är ett båtracingspel till NES utvecklat av Sculptured Software och Radioactive Software. Det utgavs av Electro Brain 1991.

### Fotnoter
1. 1 2  Eliminator Boat Duel på Moby Games (engelska)
2. ↑  ”Eliminator Boat Duel”. NES DB. 25 februari 1991. Arkiverad från originalet den 19 april 2014. https://web.archive.org/web/20140419223827/http://www.nesdb.se/game_more.php?id=430&rid=1. Läst 19 april 2014.